# Bruno Pasino
Bruno Pasino (Solero, 24 maggio 1916 – Casalbagliano, 31 gennaio 1945) è stato un militare e partigiano italiano decorato con la medaglia d'oro al valor militare alla memoria.

## Biografia

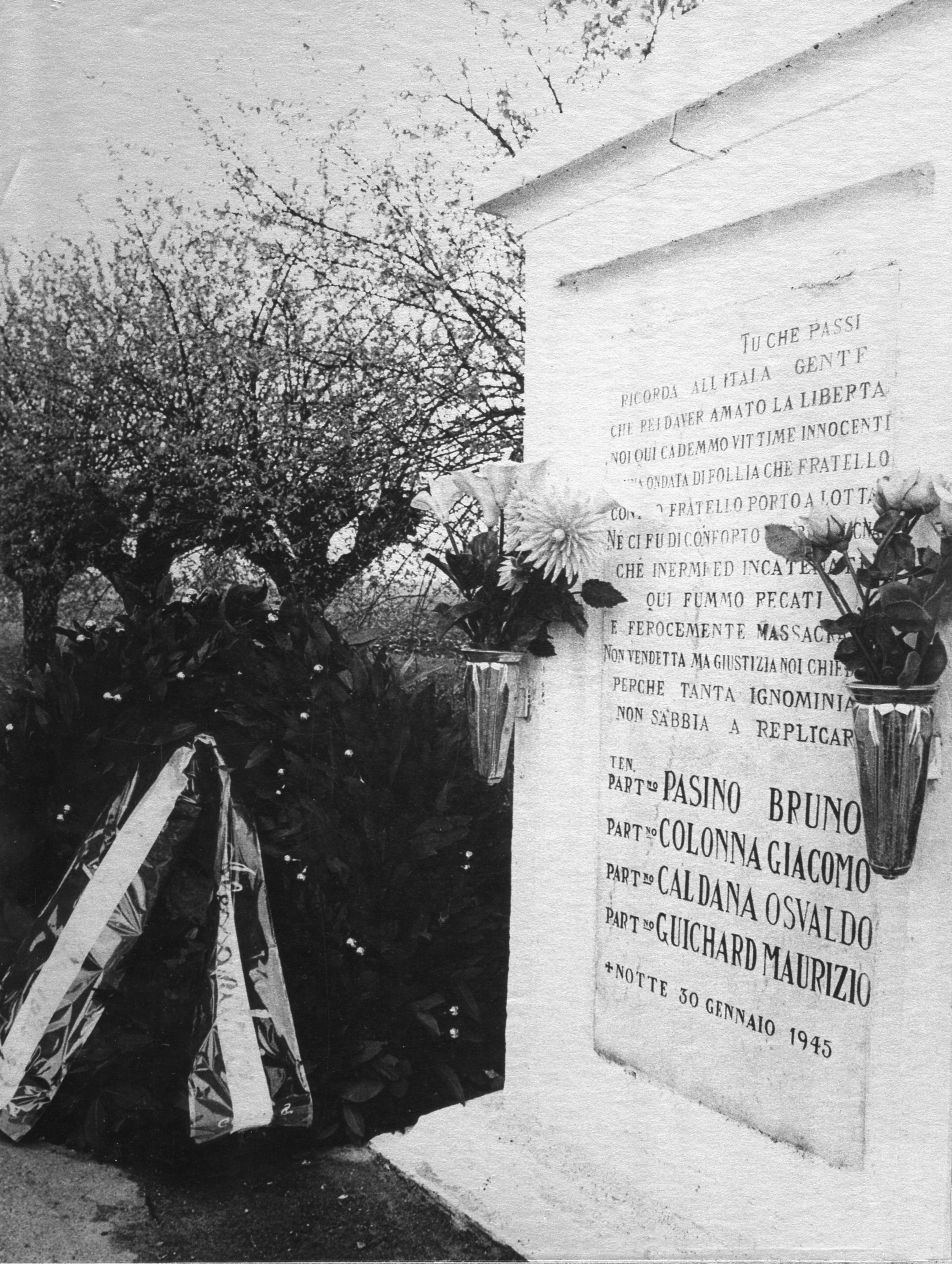
Lapide in memoria di Pasino Bruno e altri partigiani a Casalbagliano - AL

Nacque a Solero, in provincia di Alessandria, da una famiglia di modeste condizioni economiche. Il padre Vincenzo era macchinista delle Ferrovie dello Stato e la madre, Caterina Baio, casalinga. Nel 1923 il padre, noto antifascista, venne licenziato per essersi rifiutato di aderire al sindacato fascista ed al P.N.F. Per sostenere la famiglia, composta dalla moglie e quattro figli, il padre si dedicò all'agricoltura. Le ristrettezze economiche nelle quali versava la famiglia non gli impedirono di frequentare le scuole medie alla "Cavour" di Alessandria ed il liceo scientifico a Genova. Mentre frequentava l'ultimo anno della facoltà di Scienze politiche all'Università di Torino, nel gennaio 1940, fu chiamato a prestare servizio militare. Dopo i corsi alla Scuola allievi ufficiali di complemento di Bra venne nominato sottotenente di artiglieria ed assegnato al 25º Reggimento artiglieria della Divisione "Assietta". In seno a questa divisione partecipò alle operazioni di guerra sul fronte occidentale fino alla resa della Francia. Trasferito successivamente al 36º Reggimento Artiglieria "Forlì" partecipò ai combattimenti sulla fronte greco-albanese distinguendosi per le sue capacità carismatiche e per le spiccate doti di stratega militare. Nel giugno del 1941 fu ritrasferito alla Divisione "Assietta" in qualità di istruttore alla scuola di Artiglieria da montagna con sede a Cuorgnè dove, nel giugno del 1942, nacque il suo primogenito Vincenzo. Alla fine di quello stesso mese, con il grado di tenente, fu assegnato, in qualità di istruttore, al Centro di Addestramento di Artiglieria costiera di Terracina (Latina) dove si trasferì con la moglie Rosa Tartaglino ed il figlio Vincenzo. All'università di Torino egli aveva conosciuto il Principe Ereditario, ed il 25 luglio 1943, alla caduta del regime fascista, gli fu fatto pervenire un telegramma con la raccomandazione di "mettere al sicuro" la famiglia. Quello stesso giorno inviò con un treno merci il figlio e la moglie a Solero dai genitori. Rimase alla Scuola di artiglieria sino alla firma dell'armistizio dell'8 settembre. In mancanza di ordini ed istruzioni ufficiali egli, che conosceva sia la lingua tedesca e sia la lingua inglese, entrò in conflitto con i tedeschi che gli avevano proposto di aderire alla neonata Repubblica Sociale Italiana ricevendone un rifiuto. I tedeschi stavano per ottenere rinforzi da una colonna di carri armati "Tigre" al fine di imprigionare tutti i militari italiani della scuola. Privo di munizioni per i cannoni della scuola che aveva puntato sulla colonna di carri armati, sciolse il reparto e si diede alla macchia. In clandestinità e con mezzi di fortuna in 15 giorni raggiunse la famiglia a Solero, dove decise di iniziare la lotta clandestina. Muovendosi di notte per evitare di venire riconosciuto e segnalato, avvicinò il generale Gallia di Solero che lo mise in contatto con l'On. Livio Pivano, con il prof. Giuseppe Piccinini e con gli altri membri del C.L.N. di Alessandria. Assunto il comando di una piccola formazione, poi cresciuta fino a diventare la 3ª Brigata dell'VIII Divisione "Giustizia e Libertà", partecipò attivamente alla guerra di Liberazione ottenendo una serie di brillanti successi contro le milizie nazifasciste nella valle del Tanaro.
Il 18 gennaio 1945, tornato a Solero per fare visita alla giovane moglie Rosa e ai due figli Vincenzo e Mario, fu catturato dalle Brigate Nere in seguito alla delazione di una spia e condotto alla loro caserma in via Cavour, ad Alessandria. Fu atrocemente torturato per alcuni giorni, senza tuttavia che i suoi aguzzini riuscissero a strappargli informazioni. Dopo le torture venne richiuso nelle carceri di piazza Goito. Alle ore 14 del 30 gennaio 1945 fu prelevato dalle carceri mandamentali di piazza Goito e di nuovo riportato al comando delle Brigate Nere di via Cavour dove venne ancora selvaggiamente torturato. All'una di notte del 31 gennaio 1945, assieme ad altri tre partigiani, Giacomo Colonna, Osvaldo Caldano e Maurice Guichard, fu condotto sulla strada che porta da Alessandria a Casalbagliano e lì, a 700 metri dall'abitato, trucidato insieme ai compagni. Fu trovato riverso nella neve, crivellato di colpi molti dei quali alla testa.
Alla fine della guerra gli venne conferita la Medaglia d'oro al valor militare alla memoria, e l'Università di Torino gli conferì la laurea in Scienze Politiche "ad honorem". Tre vie, una in Alessandria, una a Solero e una, quella in cui fu trucidato assieme ai suoi compagni, a Casalbagliano lo ricordano. Il suo corpo riposa nel cimitero di Solero, nella tomba di famiglia.

## Onorificenze
Una lapide a Casalbagliano lo ricorda insieme a tre compagni mentre la lapide a Rovereto lo ricorda insieme a Guido Rampini, Otello Pighin, Francesco Zaltron, Teresio Olivelli, Bernardo Castagneri, Bruno Bocconi e Francesco Besso.